# Avril 1798
Cette page présente les faits marquants du mois d'avril 1798.

## Événements

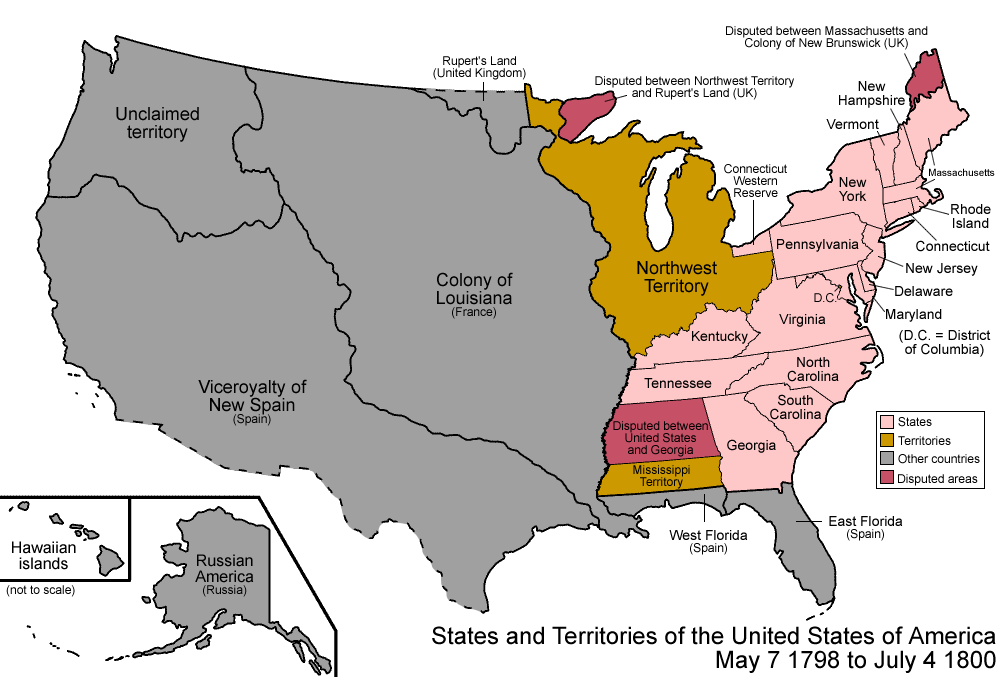
7 avril 1798 - 4 juillet 1800

- 3 avril,  France : arrêté (14 germinal an VI) introduisant le culte décadaire. Ce sera un échec.
- 7 avril, États-Unis : à la suite du Scandale de Yazoo Land, une loi est signée par le président John Adams, l'autorisant à appointer une commission pour négocier avec la Géorgie la cession des territoires occidentaux de cet État. La loi crée également le territoire du Mississippi dans la zone cédée par la Floride Occidentale, correspondant au tiers sud des États actuels du Mississippi et de l'Alabama à l'exception de leur panhandle, lesquelles font alors toujours partie de le Floride Occidentale[1],[2]

- 12 avril : promulgation à Aarau de la constitution de la République helvétique sur le modèle de la constitution française[3].
- 13 avril, Italie : coups d’État antiroyalistes (13 avril, 19 octobre) et antijacobins (30 août, 10 décembre) en République cisalpine[4]. Soulèvement antifrançais en Valteline, incorporée à la République cisalpine le 10 octobre 1797.
- 18 et 19 avril, Grande-Bretagne : arrestation de membres de la Société de correspondance londonienne, qui mènent une campagne pour réformer le système électoral[5].
- 26 avril : Genève devient française[6].

## Naissances
- 3 avril : Charles Wilkes (mort en 1877), officier et explorateur américain.
- 5 avril : Louis-Désiré Véron, écrivain et administrateur († 27 septembre 1867).
- 17 avril : Étienne Bobillier (mort en 1840), mathématicien français.
- 20 avril : William Edmond Logan (mort en 1875), géologue canadien.
- 26 avril : Eugène Delacroix, peintre français († 13 août 1863).